# 84e corps d'armée
Le 84e corps d'armée (en allemand : LXXXIV. Armeekorps) était un corps d'armée de l'armée de terre allemande, la Heer, au sein de la Wehrmacht pendant la Seconde Guerre mondiale.

## Hiérarchie des unités
| Nom          | Nbre d'hommes       | Unités subalternes                | Grade de commandement                 |
| ------------ | ------------------- | --------------------------------- | ------------------------------------- |
| Heeresgruppe | + 300 000           | 2 à + Armeen (Armées)             | Generaloberst ou Generalfeldmarschall |
| Armee        | + 100 000 - 300 000 | 2 à + Armeekorps (Corps d'armées) | General ou Generaloberst              |
| Armeekorps   | + 30 000 - 80 000   | 2 à + Divisionen (Division)       | Generalleutnant ou General            |
| Division     | + 10 000 – 20 000   | 2 à 6 Brigaden (Brigade)          | Generalmajor ou Generalleutnant       |
| Brigade      | + 3 000 – 5 000     | jusqu'à 3 Regimentern (Régiment)  | Oberst ou Generalmajor                |

## Historique
Le LXXXIV. Armeekorps a été créé le 25 mai 1942 à partir de l'Höheren Kommandos z.b.V. LX.
Il est détruit dans la poche de Falaise en Normandie le 20 août 1944.

## Organisation

### Commandants successifs
| Date                           | Grade                  | Commandant              |
| ------------------------------ | ---------------------- | ----------------------- |
| 25 mai 1942 - 1er avril 1943   | General der Artillerie | Hans Behlendorff        |
| 1er avril 1943 - 1er août 1943 | General der Infanterie | Gustav-Adolf von Zangen |
| 1er août 1943 - 12 juin 1944   | General der Artillerie | Erich Marcks            |
| 12 juin 1944 - 16 juin 1944    | General der Artillerie | Wilhelm Fahrmbacher     |
| 17 juin 1944 - 30 juillet 1944 | General der Infanterie | Dietrich von Choltitz   |
| 30 juillet 1944 - 20 août 1944 | Generalleutnant        | Otto Elfeldt            |

### Chef des Generalstabes
| Date                          | Grade               | Commandant                   |
| ----------------------------- | ------------------- | ---------------------------- |
| 25 mai 1942 - Septembre 1942  | Oberstleutnant i.G. | Johann von Heiterer-Schaller |
| Septembre 1942 - Février 1944 | Oberstleutnant i.G. | Rudolf von Oppen             |
| 12 février 1944 - Août 1944   | Oberstleutnant i.G. | Friedrich von Criegern       |

### 1. Generalstabsoffizier (Ia)
| Date                     | Grade               | Commandant       |
| ------------------------ | ------------------- | ---------------- |
| 25 mai 1942 - Août 1942  | Major i.G.          | Otto Spangenberg |
| Août 1942 - Juillet 1943 | Oberstleutnant i.G. | Walther Meissner |
| Août 1943 - Février 1944 | Major i.G.          | Albrecht Neumann |
| Février 1944 - Août 1944 | Major i.G.          | Hasso Viebig     |

## Théâtres d'opérations
- France et Normandie : Mai 1942 - Août 1944
- Poche de Falaise

## Ordre de batailles

### Rattachement d'Armées
| Date    | Armée    | Groupe d'Armées |
| ------- | -------- | --------------- |
| 1942    |          |                 |
| Juin    | 7. Armee | Heeresgruppe D  |
| 1943    |          |                 |
| Janvier | 7. Armee | Heeresgruppe D  |
| 1944    |          |                 |
| Janvier | 7. Armee | Heeresgruppe D  |

### Unités subordonnées
17 juin 1942
- 716. Infanterie-Division
- 320. Infanterie-Division
- 319. Infanterie-Division
- 7. Flieger-Division

29 octobre 1942

- 716. Infanterie-Division
- 320. Infanterie division
- 319. Infanterie-Division
- 165. Reserve-Division

16 novembre 1942
- 348. Infanterie-Division
- 716. Infanterie-Division
- 320. Infanterie -Division
- 319. Infanterie-Division
- 165. Reserve-Division
- SS-Division "Das Reich"

10 décembre 1942
- 319. Infanterie-Division
- 709. Infanterie-Division
- 716. Infanterie-Division
- 165. Reserve-Division
- 320. Infanterie-Division

7 juillet 1943
- 319. Infanterie-Division
- 716. Infanterie-Division
- 709. Infanterie-Division

26 décembre 1943
- 319. Infanterie-Division
- 716. Infanterie-Division
- 709. Infanterie-Division
- 352. Infanterie-Division
- Radfahr-Regiment 30

15 mai 1944
- 319. Infanterie-Division
- 243. Infanterie-Division
- 709. Infanterie-Division
- 352. Infanterie-Division
- 716. Infanterie-Division

15 juin 1944
- 319. Infanterie-Division
- 709. Infanterie-Division
- 243. Infanterie-Division
- 77. Infanterie-Division
- 91. Infanterie-Division
- II. Fallschirm-Korps

21 juin 1944
- 353. Infanterie-Division
- Kampfgruppe Kloster-Kemper
- Kampfgruppe König
- 17 SS panzergrenadier-Division
- 17. SS-Panzergrenadier-Division
- Kampfgruppe 265. Infanterie-Division

15 juillet 1944
- Panzer-Lehr-Division
- 5. Fallschirmjäger-Division
- 17. SS-Panzergrenadier-Division “Götz von Berlichingen”
- Schnelle Brigade 30
- 2. SS-Panzer-Division “Das Reich”
- Gruppe König (Kommandeur 91. Infanterie-Division): 77. Infanterie-Division, 91. Infanterie-Division (Reste)
- Kampfgruppe 265. Infanterie-Division
- 353. Infanterie-Division
- 243. Infanterie-Division
- 319. Infanterie-Division
- 17. SS-Panzergrenadier-Division

31 août 1944
- 363. Infanterie-Division
- Kampfgruppe 243. Infanterie-Division
- 84. Infanterie-Division
- 272. Infanterie-Division

## Sources
- LXXXIV. Armeekorps sur Lexikon-der-wehrmacht.de